# Selecció femenina de futbol d'Eslovènia
La selecció femenina de futbol d'Eslovènia representa a Eslovènia a les competicions futbolístiques femenines de seleccions nacionals.
Va debutar a la classificació per a l'Eurocopa 1995, però després va estar inactiva fins que va retornar a la classificació per al Mundial 2007. Fins ara no s'ha classificat per a cap fase final.
Actualment ocupa la 59ª posició al Ranking FIFA.

## Actual plantilla
Convocatòria per als partits de la classificació per a la Copa d'Istria 2016, a març. Les banderes representen la lliga on juga la jugadora.
| Porteres | Porteres      | Defenses | Defenses       | Centrecampistes | Centrecampistes | Davanteres | Davanteres      |
| -------- | ------------- | -------- | -------------- | --------------- | --------------- | ---------- | --------------- |
| 01       | Eva Vamberger | 05       | Evelina Kos    | 02              | Manja Rogan     | 14         | Spela Kolbl     |
| 12       | Sonja Cevnik  | 06       | Anisa Rola     | 03              | Marusa Sevsek   | 20         | Larissa Soronda |
|          |               | 07       | Kristina Erman | 04              | Lucija Kos      |            |                 |
|          |               | 09       | Manja Benak    | 08              | Mateja Zver     |            |                 |
|          |               | 16       | Kaja Erzen     | 10              | Dominika Conc   |            |                 |
|          |               |          |                | 11              | Lara Prasnikar  |            |                 |
|          |               |          |                | 13              | Lara Ivanusa    |            |                 |
|          |               |          |                | 15              | Barbara Kralj   |            |                 |
|          |               |          |                | 17              | Urska Zganec    |            |                 |
|          |               |          |                | 18              | Tjasa Tibaut    |            |                 |
|          |               |          |                | 19              | Katja Nezmah    |            |                 |

## Històric
| Primer partit                       | Eslovènia 0-10 Anglaterra (25/09/1993) |
| Majors victòries                    | Macedònia 0-9 Eslovènia (03/06/2016)   |
| Majors derrotes                     | Espanya 17-0 Eslovènia (20/03/1994)    |
| Millor resultat al Mundial          |                                        |
| Millor resultat als Jocs Olímpics   |                                        |
| Millor resultat a l'Eurocopa        |                                        |
| Millor posició al Ranking FIFA      | 51r (2008)                             |
| Pitjor posició al Ranking FIFA      | 75è (2004)                             |
| Jogadora amb més internacionalitats |                                        |
| Jogadora amb més gols               |                                        |

| JOCS OLÍMPICS | JOCS OLÍMPICS   | JOCS OLÍMPICS | JOCS OLÍMPICS    | JOCS OLÍMPICS    | JOCS OLÍMPICS   | JOCS OLÍMPICS | JOCS OLÍMPICS  | JOCS OLÍMPICS | JOCS OLÍMPICS |
| Edició        | Classificació   | Classificació | Fase final       | Fase final       | Fase final      | Fase final    | Fase final     |               |               |
| Edició        | Fase regular    | Play-offs     | Setzens de final | Vuitens de final | Quarts de final | Semifinals    | Final / Bronze |               |               |
| ------------- | --------------- | ------------- | ---------------- | ---------------- | --------------- | ------------- | -------------- | ------------- | ------------- |
| 1996          | Mundial 1995    |               |                  |                  |                 |               |                |               |               |
| 2000          |                 |               |                  |                  |                 |               |                |               |               |
| 2004          |                 |               |                  |                  |                 |               |                |               |               |
| 2008          | Mundial 2007    |               |                  |                  |                 |               |                |               |               |
| 2012          | Mundial 2011    |               |                  |                  |                 |               |                |               |               |
| 2016          | Mundial 2015    |               |                  |                  |                 |               |                |               |               |
| MUNDIAL       |                 |               |                  |                  |                 |               |                |               |               |
| Edició        | Classificació   | Classificació | Fase final       | Fase final       | Fase final      | Fase final    | Fase final     |               |               |
| Edició        | Fase regular    | Play-offs     | Setzens de final | Vuitens de final | Quarts de final | Semifinals    | Final / Bronze |               |               |
| 1991          |                 |               |                  |                  |                 |               |                |               |               |
| 1995          | Eurocopa 1995   |               |                  |                  |                 |               |                |               |               |
| 1999          |                 |               |                  |                  |                 |               |                |               |               |
| 2003          |                 |               |                  |                  |                 |               |                |               |               |
| 2007          | Segona Divisió  |               |                  |                  |                 |               |                |               |               |
| 2011          | Itàlia ¹        |               |                  |                  |                 |               |                |               |               |
| 2015          | Alemanya ¹      |               |                  |                  |                 |               |                |               |               |
| EUROCOPA      |                 |               |                  |                  |                 |               |                |               |               |
| Edició        | Classificació   | Classificació | Fase final       | Fase final       | Fase final      | Fase final    | Fase final     |               |               |
| Edició        |                 |               | Setzens de final | Vuitens de final | Quarts de final | Semifinals    | Final / Bronze |               |               |
| 1984          |                 |               |                  |                  |                 |               |                |               |               |
| 1987          |                 |               |                  |                  |                 |               |                |               |               |
| 1989          |                 |               |                  |                  |                 |               |                |               |               |
| 1991          |                 |               |                  |                  |                 |               |                |               |               |
| 1993          |                 |               |                  |                  |                 |               |                |               |               |
| 1995          | Anglaterra ¹    |               |                  |                  |                 |               |                |               |               |
| 1997          |                 |               |                  |                  |                 |               |                |               |               |
| 2001          |                 |               |                  |                  |                 |               |                |               |               |
| 2005          |                 |               |                  |                  |                 |               |                |               |               |
| 2009          | Sèrbia ¹        | Ucraïna       |                  |                  |                 |               |                |               |               |
| 2013          | Països Baixos ¹ |               |                  |                  |                 |               |                |               |               |
| 2017          | Escòcia ¹       |               |                  |                  |                 |               |                |               |               |

¹ Fase de grups. Selecció eliminada mitjor possicionada en cas de classificació, o selecció classifica pitjor possicionada en cas d'eliminació.